# Euryalos (Sohn des Mekisteus)
Euryalos (altgriechisch Εὐρύαλος Eurýalos) war in der griechischen Mythologie der Sohn des Mekisteus, eines Adligen aus Argos.
Er beteiligte sich am Argonautenzug. Ebenso nahm er am siegreichen Feldzug der Epigonen gegen Theben teil. Auch fungierte er mit Diomedes als Vormund des argivischen Thronfolgers Kyanippos, des Sohnes oder Enkels des Königs Adrastos.
Als einer der Kommandanten des Kontingents der Argiver zog Euryalos gemeinsam mit Diomedes und Sthenelos in den Trojanischen Krieg. Der von manchen Quellen als Erbauer des Trojanischen Pferdes bezeichnete Epeios besiegte Euryalos im Faustkampf bei der Veranstaltung von Leichenspielen für Patroklos. Laut dem Verfasser von Posthomerica, Quintus von Smyrna, gehörte Euryalos auch zu den Griechen, die in das Trojanische Pferd stiegen.
In einer Statuengruppe der Epigonen, die von den Argivern nach Delphi geweiht wurde, war Euryalos neben Diomedes dargestellt. Auf der in Delphi befindlichen Iliupersis des Malers Polygnot war Euryalos als kämpfender Held mit einer Kopfwunde abgebildet.